# ハルタ (企業)

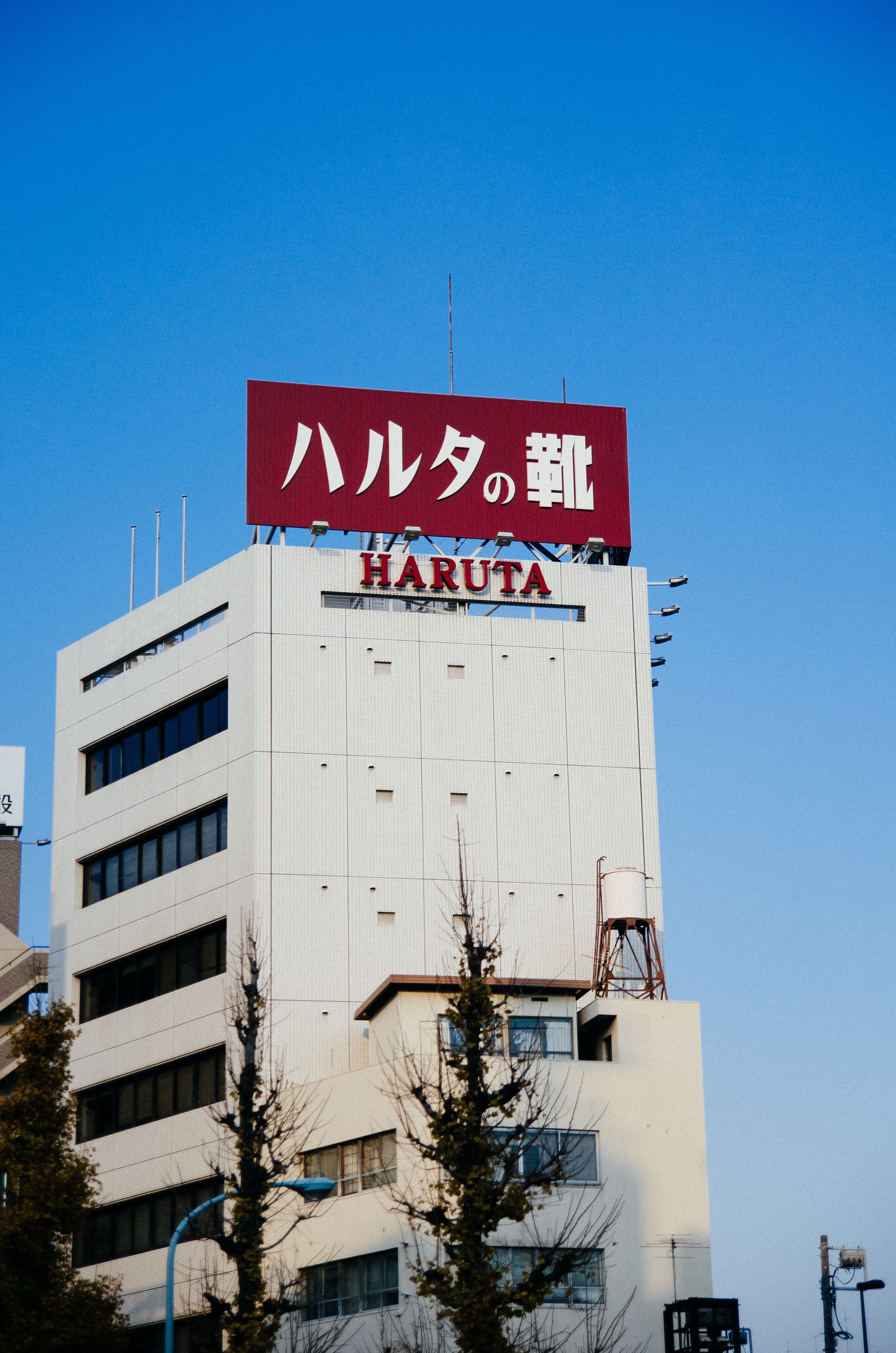
ハルタ販売部ビル 台東区浅草

株式会社ハルタ（ハルタ、HARUTA）は、紳士靴・婦人靴・子供靴を製造、及び販売する日本の会社。本社所在地は、東京都足立区千住宮元町8番8号。工場は山形県寒河江市などにある。
学校指定の通学靴ではトップシェア企業である。女子中学生・高校生の通学靴として、ローファーとストラップシューズは人気が高い。

## 沿革
- 1917年（大正6年） - 春田余咲が東京都荒川区南千住に春田製靴店を開業[3][4]。
- 1948年（昭和23年） - 東京都足立区千住にハルタ製靴株式会社を設立[3]。
- 1952年（昭和27年） - ドイツのアルベコ社より圧着機械を購入し、婦人靴の製造に用いる[3]。
- 1955年（昭和30年） - ハルタスポックシューズを発表[3][4]。
- 1956年（昭和31年） - 婦人靴のコインローファーを発表[3][4]。
- 1957年（昭和32年） - 男子靴にセメント式製法[注釈 1]を取り入れ、紳士ローファーを発表[3]。
- 1965年（昭和40年） - 共和工業株式会社をグループ傘下に収める[3]。
- 1971年（昭和46年） - 販売会社として株式会社トーハンを設立[3]。
- 1973年（昭和48年） - 山形ハルタ株式会社を山形県に設立[3]。
- 1974年（昭和49年） - 宮城ハルタシューズ株式会社を宮城県に設立[3]。
- 1975年（昭和50年） - 販売会社として株式会社シャロンを設立[3]。
- 1989年（平成元年） - 株式会社トーハンと株式会社シャロンが合併しハルタ東京販売株式会社を設立[3]。
- 1990年（平成2年） - ハルタ中四国販売株式会社を設立[3]。
- 1991年（平成3年） - ハルタ東京販売株式会社の名古屋営業所を開設[3]。ハルタ九州販売株式会社を設立[3]。
- 1992年（平成4年） - 北見ハルタシューズ株式会社を北海道に設立[3]。ハルタ東京販売株式会社の大阪支店を開設[3]。
- 1999年（平成11年） - ハルタ東京販売株式会社からハルタ販売株式会社に社名変更[3]。
- 2005年（平成17年） - ハルタ販売株式会社とハルタ中四国販売株式会社を統合[3]。
- 2011年（平成23年）
  - 1月 - 中国上海に好路沓(上海）商貿有限公司を設立[3]。
  - 3月 - 横浜赤レンガ倉庫に直営1号店を出店[3]。
  - 9月 - 蘇州泉屋百貨に中国直営1号店を出店[3]。
- 2013年（平成25年）
  - 7月21日 - ハルタ販売株式会社を吸収合併し、社名を株式会社ハルタに変更[6]。なお、ハルタ販売株式会社は、株式会社ハルタ 販売部となった[6]。

## 代表者
- 春田余咲（1917年 - ）[3]
- 春田英二（1978年 - ）[3]
- 春田勲（2021年9月 - ）[3]

## 所在地
- 株式会社ハルタ（東京都足立区千住宮元町）[1]
- 共和工業株式会社（東京都足立区足立）[1]
- 山形ハルタ株式会社（山形県寒河江市）[1]
- 宮城ハルタシューズ株式会社（宮城県遠田郡涌谷町）[1]
- 北見ハルタ株式会社（北海道北見市）[1]
- 株式会社ハルタ 販売部（東京都台東区浅草）[1]
  - 大阪支店（大阪府大阪市中央区）[1]
- ハルタ九州販売株式会社（福岡県福岡市博多区）[1]
- 東京靴材料株式会社（東京都足立区千住緑町）[1]

## イメージガール
Seventeenモデルから選出されることが多い。
- 広瀬すず（2013年）、大友花恋（2014年）、横田真悠（2015年）、マーシュ彩（2016年）、八木莉可子（2017年）、箭内夢菜（2018年）、出口夏希（2019年）、田中杏奈（2020年）、入江美沙希（2021年）、上坂樹里（2022年）、河村ここあ（2023年）、竹下優名（2024年）、希咲うみ（2025年）